# Bitka kod Praga (1757.)
Bitka kod Praga dogodila se 6. svibnja 1757. godine između austrijske i pruske vojske. Dio je Sedmogodišnjeg rata, a završena je pruskom pobjedom.

## Uvod
Pruska vojska pod zapovjedništvom Fridrika Velikog upala je početkom travnja u Češku. Početkom svibnja, široke bojišnice pruske vojske sjedinile su se kod Praga. Ne želeći frontalno napasti austrijsku vojsku pod Karlom Lotarinškim, Fridrik je ostavio feldmaršala Jamesa Keitha s 32.000 vojnika zapadno od Praga, a glavne snage uputio je u tri kolone kako bi obuhvatile desno krilo austrijske vojske, kosim borbenim poretkom. Austrijanci su, shvativši Fridrikove namjere, okrenuli bojište prema istoku.

## Bitka
Prvi pruski napadi dogodili su se sa slabijim snagama i bez artiljerijske podrške, a završeni su neuspješno. Austrijanci su na cijelom bojištu prešli u protunapad koji je prerastao u pojedinačne bojeve. Bitka je odlučena tek kada je nadmoćnija pruska konjica pod Hansom von Zietenom napala austrijski bok i razbila ga nakon čega su se austrijske snage u neredu povukle prema Pragu. Austrijska vojska našla je spas u Pragu te pruska pobjeda nije bila potpuna.